# Sachiko Kusukawa
Sachiko Kusukawa est une historienne des sciences, spécialiste d'histoire de la philosophie. Elle s'intéresse particulièrement à la culture visuelle dans l'histoire des sciences, dont le rôle de l'image dans la formation et la diffusion du savoir scientifique. 

## Enfance et études
Sachiko Kusukawa a été élevée au Japon et en Allemagne. Elle effectue ses études supérieures au Trinity College à Cambridge, où elle obtient un doctorat (PhD) en histoire et philosophie des sciences. 

## Carrière
Après une année de recherches post-doctorales au Christ's College de Cambridge, elle enseigne l'histoire et la philosophie des sciences en tant que maître de conférences au Trinity College, qu'elle rejoint en 1997. Par la suite, elle enseigne et recherche sous différentes statuts au Christ's College de Cambridge, à l'institut Max Planck de Berlin, à l'institut de recherches avancées de Princeton, à l'université Louis-et-Maximilien de Munich, et à l'université de Tokyo.
Elle reçoit le prix Pfizer en 2014, pour son ouvrage Picturing the book of nature: Image, text and argument in sixteenth-century human anatomy and medical botany,,,,,.
En 2015, elle devient professeur d'université à Cambridge.

## Publications
- The transformation of natural philosophy : the case of Philip Melanchthon, Cambridge university press, 1995
- A Wittenberg university library catalogue of 1536, 1995.
- Melanchthon, Philippus (1497-1560). Orations on philosophy and education, Cambridge university press 1999.
- avec Constance Blackwell Philosophy in the sixteenth and seventeenth centuries : conversations with Aristotle, Ashgate: Aldershot, 1999.  (ISBN 978-0-86078-668-9).
- avec Ian Maclean Transmitting knowledge : Words, Images, And Instruments in Early Modern Europe, édité par Sachiko Kusukawa et Ian MacLean, Oxford University Press, New York, 2006  (ISBN 978-0-19-928878-6) Texte
- avec Andrew Cunningham Natural philosophy epitomised : a translation of books 8-11 of Gregor Reisch's philosophical pearl (1503), Ashgate 2010.